# Mesostenus subandinus
Mesostenus subandinus är en stekelart som beskrevs av Porter 1973. Mesostenus subandinus ingår i släktet Mesostenus och familjen brokparasitsteklar. Inga underarter finns listade i Catalogue of Life.